# Tonyina blava
La tonyina blava (Thunnus thynnus thynnus) és una subespècie de la tonyina d'aleta blava (Thunnus thynnus) pertanyent a la família dels escòmbrids i a l'ordre dels perciformes.

## Morfologia
- La talla màxima és de 3 metres i 400-700 kg. de pes, però normalment no ultrapassen els 2 m.
- Cos allargat, fusiforme i molt robust, recobert de petites escates (llevat d'un cosselet ben desenvolupat d'escates de major mida).
- La part central té la secció circular.
- El peduncle caudal és estret i presenta una forta carena central entre dues de més reduïdes.
- El cap és gros.
- La boca és grossa amb dents petites, còniques i uniseriades a les mandíbules.
- Els ulls, rodons, no són molt grossos.
- Les dues aletes dorsals es troben separades per un espai molt reduït i la segona és lleugerament més alta que la primera. La primera dorsal es replega dins un solc. Darrere la segona hi ha 8-9 pínnules (presents també darrere l'anal). Les pectorals i les pèlviques també es repleguen dins un solc per adquirir un major hidrodinamisme. La caudal és grossa i escotada.
- El dors és blau fosc i el ventre platejat. Les aletes són grises amb tons grocs. Les pínnules són negres i finament orlades de negre.[2]

## Reproducció
Arriba a la maduresa sexual als 4 anys (quan fa 1 m de llargària i pesa 15 kg). Al mes d'abril inicia la migració cap a la zona de posta i la realitza a l'estiu (és sensible als canvis de temperatura, ja que el corrent càlid de la Mediterrània que surt cap a l'Atlàntic l'atreu i es dirigeix a les zones de posta del Mediterrani seguint les isotermes). Els ous són planctònics. Les zones de posta en el Mediterrani són les Balears (entre juny i juliol), la mar Tirrena i Sicília. Després de desovar perd un 35% del pes corporal i necessita alimentar-se.

## Alimentació
Té un metabolisme molt elevat i això fa que sigui molt voraç (especialment en el període interreproductor) alimentant-se d'altres peixos pelàgics, crustacis i cefalòpodes (calamars). Un exemplar de dos metres de llarg necessita menjar 60 kg cada dia i ho pot fer per les distàncies que recorre (100 km per dia). Durant la posta no s'alimenta. Durant l'hivern s'alimenta a l'Atlàntic i acumula greix.

## Hàbitat
És un peix epimesopelàgic i cosmopolita que apareix en aigües amb una temperatura per damunt dels 10 °C. Prefereix les aigües temperades, si bé els adults poden anar a aigües més fredes.

## Costums
Realitza dos tipus de migracions transoceàniques en grups molt nombrosos (els joves poden nedar amb altres pelàgics): una genètica (de l'àrea de nutrició a la de posta) i una tròfica (de la zona de posta a la d'alimentació).

## Interès pesquer
Es pesca amb arts d'encerclament, palangres de superfície, xarxes de deriva (prohibides a l'Estat espanyol), almadraves i grumeig des d'embarcació emprant esca viva (boga, alatxa o sardina). A les Pitiüses va ser pescada amb diferents mètodes artesanals (com ara les soltes, la fluixa i el curricà) però, en començar el segle xxi, aquesta situació ha canviat radicalment per la irrupció de la pesca industrial: amb l'ús de les tecnologies modernes (detecció per radar, avionetes, etc.) es capturen tant els individus adults com els joves (aquests darrers es duen a plantes d'aqüicultura on seran engreixats en captivitat per a la seua posterior venda als mercats de l'Extrem Orient). D'altra banda, és una presa cobdiciada pels pescadors esportius de pesca d'altura per la grandària i la resistència que ofereix. La talla mínima legal de captura és de 70 cm de longitud o 6,4 kg de pes.